# 落合莞爾
落合 莞爾（おちあい かんじ、1941年〈昭和16年〉4月26日 - ）は、日本の投資家、経営コンサルタント、歴史研究家。
一色 崇美（いっしき たかよし）・成行庵主人の筆名がある。

## 略歴
和歌山県和歌山市生まれ。
和歌山県立桐蔭高等学校を経て東京大学法学部卒業後、住友軽金属を経て経済企画庁調査局へ出向、住宅経済と社会資本の分析に従事し、1968-69年の『経済白書』の作成に携わる。その後、中途入社第1号として野村證券に入社、商法および証券取引法に精通し事業法人部業務課長に就任。債務超過に陥った日活の第三者割当増資や、流通卸センターによる横浜メリヤスへのM&Aで仕掛人として動いたと言われている。1978年に野村證券を退社し、株式会社新事業開発本部（現・落合莞爾事務所）を設立。経営・投資コンサルタント、証券・金融評論家として活動する傍ら、山野彰英や高橋治則らのM&Aに関わり有力仕手筋の一つとまで言われていた。その一方で出版社の東興書院社長も務めている。
1988年、紀州文化振興会(任意団体)を設立し、代表理事に。1989年12月、友人達が開催した『平成日本の幕末現象』の出版記念パーティーで、小学生時代の恩師で後に日本画家となった稲垣伯堂と再会。これがきっかけで紀州徳川家が所蔵する東洋陶磁の図鑑作成に携わる事となった。
1995年9月、知人からの紹介で佐伯祐三真贋問題の真相究明を依頼され、吉薗周蔵が遺した手記の解読に携わる。以降、古代から現代に至るまで独自の洞察による歴史観を発表し続けている。

## 主な定期的活動
- 「紀州文化振興会」ホームページ上で有料ブログ『洞察帝王学講座』を執筆中（2016年1月－2021年9月）。
- 戦略思想研究所（2019年9月まではリアルインサイト社）のオンライン動画サービス『インペリアル・アイズ』の講師を担当（2017年4月－2021年9月）。
- 戦略思想研究所のオンライン動画サービス『洞察帝王学講座・改』の講師を担当（2021年10月より）
- 紀州文化振興会内に「落合吉薗秘史刊行会」を設け、これまでで発行していた「落合・吉薗秘史シリーズ」後巻の発行（2018年10月より）。よって、成甲書房での発行は今後行われない。
- 雑誌「ニューリーダー」のコラム『日本近現代史の真相 陸軍の裏側を見た吉薗周蔵手記』は執筆終了（1996年4月号－2018年12月号）。
- 雑誌「月刊日本」に連載『疑史』を掲載した（2004年10月号から2015年10月号まで全129号、2012年7-8月号は休載）。

## 著書

### 単著
- 一色崇美『成行庵日乗 孤憤篇』東皋書院、1988年7月。ISBN 9784924808010。
- 『平成日本の幕末現象 破綻した米主日従体制 成行庵日乗・説難篇』東興書院、1989年12月。ISBN 4924808067。
- 一色崇美『陶磁図鑑 1 (李朝陶磁精粋 その1 壷・硯滴・水注)』東興書院、1990年10月。ISBN 4924808105。
- 一色崇美『陶磁図鑑 2 (明代の官窯赤絵)』東興書院、1991年3月。ISBN 4924808121。
- 一色崇美『陶磁図鑑 3 (元代と明初の染付・釉裏紅 : 付 宋代の瑠璃釉・紅釉磁器)』東興書院、1991年7月。ISBN 492480813X。
- 一色崇美『陶磁図鑑 4 (李朝陶磁精粋 その2 李朝御窯(金沙里・分院)の白磁と染付)』東興書院、1992年8月。ISBN 4924808172。
- 『平成大暴落の真相 意図された中堅階層の崩壊 成行庵日乗・五蠧篇』東興書院、1992年11月。ISBN 4924808164。
- 『ドキュメント真贋 : 大阪府岸和田市制施行七十周年記念「東洋の官窯陶磁器展」贋作騒動の真相』東興書院、1993年5月。ISBN 4924808180。
- 『先物経済がわかれば「本当の経済」が見える』かんき出版、1996年1月。ISBN 4761255390。
- 『天才画家「佐伯祐三」真贋事件の真実』時事通信社、1997年5月。ISBN 4788797186。
- 『乾隆帝の秘宝と『奉天古陶磁圖經』の研究 解説書版』第2版 紀州文化振興会 2011
- 『金融ワンワールド 地球経済の管理者たち』成甲書房、2012年4月。ISBN 9784880862897。
- 『天皇とワンワールド(国際秘密勢力) 京都皇統の解禁秘史』成甲書房、2015年10月。ISBN 9784880863337。
- 『天皇と黄金ファンド 古代から現代に続く日本國體の根本』成甲書房、2016年4月。ISBN 9784880863405。
- 『天孫皇統になりすましたユダヤ十支族 「天皇渡来人説」を全面否定する』成甲書房、2016年12月。ISBN 9784880863498。

#### 落合秘史シリーズ
- 『明治維新の極秘計画 「堀川政略」と「ウラ天皇」　落合秘史[Ⅰ]』成甲書房、2012年12月。ISBN 9784880862965。
- 『南北朝こそ日本の機密 現皇室は南朝の末裔だ　落合秘史特別篇』成甲書房、2013年4月。ISBN 9784880863009。
- 『国際ウラ天皇と数理系シャーマン 明治維新の立案実行者　落合秘史[Ⅱ]』成甲書房、2013年8月。ISBN 9784880863054。
- 『奇兵隊天皇と長州卒族の明治維新　大室寅之祐はなぜ田布施にいたのか　落合秘史[Ⅲ]』成甲書房、2014年1月。ISBN 9784880863115。
- 『京都ウラ天皇と薩長新政府の暗闘　明治日本はこうして創られた　落合秘史[Ⅳ]』成甲書房、2014年9月。ISBN 9784880863184。
- 『欧州王家となった南朝皇統　大塔宮海外政略の全貌　落合秘史[5]』成甲書房、2014年12月。ISBN 9784880863214。
- 『日本教の聖者・西郷隆盛と天皇制社会主義　版籍奉還から満鮮経略への道　落合秘史[6]』成甲書房、2015年5月。ISBN 9784880863276。
- 『ワンワールドと明治日本　西郷は偽装死で渡欧、陸奥は國體参謀総長　落合秘史[7]』成甲書房、2016年8月。ISBN 9784880863443。

#### 落合・吉薗秘史シリーズ
- 『落合・吉薗秘史[1] 「吉薗周蔵手記」が暴く日本の極秘事項　解読！陸軍特務が遺した超一級史料』成甲書房、2017年5月10日。ISBN 9784880863573。
- 『落合・吉薗秘史[2] 國體アヘンの正体　大日本帝国を陰から支えた「天与のクスリ」』成甲書房、2017年8月10日。ISBN 9784880863597。
- 『落合・吉薗秘史[3] 日本皇統が創めたハプスブルク大公家　國體ネットワークから血液型分類を授かった陸軍特務』成甲書房、2017年11月。ISBN 9784880863627。
- 『落合・吉薗秘史[4] ワンワールド特務・周恩来の日本偵察　東アジアの勢力図を決した吉薗周蔵の奇縁』成甲書房、2018年4月。ISBN 9784880863672。
- 『落合・吉薗秘史[5] 國體忍者となったタカス族とアヤタチ　周蔵手記が明かす「サンカ」の正体』成甲書房、2018年7月。ISBN 9784880863689。
- 『落合・吉薗秘史[6] 活躍する國體参謀』落合・吉薗秘史刊行会、2018年12月。ISBN 9784991073908。
- 『落合・吉薗秘史[7] 三種の蝦夷の正体と源平藤橘の真実』落合吉薗秘史刊行会、2019年。ISBN 9784991073915。
- 『落合・吉薗秘史[8] 応神・欽明王朝と中華南朝の極秘計画』落合吉薗秘史刊行会、2019年。ISBN 9784991073922。
- 『落合・吉薗秘史[9] ハプスブルク大公に仕えた帝国陸軍國體参謀』落合吉薗秘史刊行会、2019年。ISBN 9784991073939。
- 『落合・吉薗秘史[10] 神聖ローマ帝国の世襲皇帝になった南朝王子』落合吉薗秘史刊行会、2020年1月。ISBN 9784991073946。
- 『落合・吉薗秘史[11] 國體共産党が近代史を創った』落合吉薗秘史刊行会、2020年7月。ISBN 9784991073953。
- 『落合・吉薗秘史[12] 石原莞爾の理念と甘粕正彦の策謀の狭間』落合吉薗秘史刊行会、2020年12月。ISBN 9784991073960。
- 『京都皇統と東京皇室の極秘関係　新発見の吉薗手記が日本を震撼させる』落合吉薗秘史刊行会、2022年1月。ISBN 9784991073977。
- 『國體志士大杉栄と大東社員甘粕正彦の対発生　大杉栄も伊藤野枝も殺されていない』落合吉薗秘史刊行会、2023年1月31日。ISBN 9784991073984。

### 共著・監修
- 『教科書では学べない超経済学 波動理論で新世紀の扉を開く』藤原肇共著 太陽企画出版 1997
- 吉薗周蔵原作、落合莞爾解説『奉天古陶磁圖經 吉薗周蔵大正九年作成』紀州文化振興会、2010年12月。全国書誌番号:22070696。
- 『明治天皇"すり替え"説の真相 近代史最大の謎にして、最大の禁忌』斎藤充功共著 学研パブリッシング 2014
- 『逆説の明治維新 10事件、20人物の「真実」を読み解く!!』監修 宝島社 別冊宝島 2015